# Elliniki Omada Diasosis
Die Elliniki Omada Diasosis (griechisch Ελληνική Ομάδα Διασώσις Ε.Ο.Δ. englisch Hellenic Rescue Team, HRT) ist ein griechischer Such- und Rettungsdienst. Die im Jahr 1978 gegründete Nichtregierungsorganisation hat seit 1994 die Form eines Verbandes. Die Elliniki Omada Diasosis kooperiert mit dem griechischen Zivilschutzministerium und der Europäischen Union. Das HRT wurde 2016 mit dem Nansen-Flüchtlingspreis ausgezeichnet.

## Geschichte
Die Elliniki Omada Diasosis wurde im Jahr 1978 gegründet und hat seit 1994 die Form eines Verbandes. Die Organisation ist vom griechischen Zivilschutzministerium und seit 2005 von der UN-Organisation INSARAG als die einzige internationale Rettungsorganisation in Griechenland anerkannt.

## Aufgaben
Das HRT ist ein Zusammenschluss Freiwilliger, die sich zur Hilfe in folgenden Situationen verpflichtet haben:
- Hilfe bei Notfällen und Katastrophen wie Erdbeben; die Rettung einzelner Personen oder Gruppen, die in Notlagen geraten sind (Schnee, Überschwemmungen, Waldbrände); die Durchführung von Suchoperationen für vermisste und verunglückte Personen, vor allem in gebirgigen Regionen oder Seegebieten
- Naturkatastrophen (Erdbeben, Überschwemmungen, Lawinen)
- Katastrophen (Waldbrände, Unfälle)
- Krisen (Kriege und deren Folgen)
- in jeder anderen außergewöhnlichen Situation, vergleichbar mit natürlichen oder anthropogenen Katastrophen

## Zielsetzung
Eines der Hauptziele ist es, die Gemeinschaft zu unterstützen. Das passiert durch Risikoprävention, Erste Hilfe, Lebenserhaltung und Ausbildung. Das HRT führt Rettungen in Griechenland und im Ausland durch. Außerdem stellt das HRT im Notfall Essen oder andere Hilfe auch zur Unterstützung beim Wiederaufbau zur Verfügung. In Entwicklungsländern setzt sich die Organisation auch für die wirtschaftliche und soziale Entwicklung ein. Dabei arbeitet das HRT mit lokalen Partnern und der lokalen Bevölkerung zusammen. Das HRT betreibt Forschung im Bereich der technischen Weiterentwicklung von Such- und Rettungsausrüstung, in der Entwicklung von innovativen Methoden, Produkten oder Verfahren sowie medizinischer Unterstützung bei Noteinsätzen. Weiterhin stellt die Vereinigung soziale Dienste, Hilfestellung und finanzielle Hilfe für gefährdete Gruppen und Menschen mit Behinderung bereit. Die Elliniki Omada Diasosis möchte die Bedeutung und die Teilhabe an Freiwilligenarbeit in der Bevölkerung stärken. Jedwede Form der Unterstützung wird unabhängig vom ethischen, religiösen, wirtschaftlichen oder sozialen Hintergrund bereitgestellt.

## Leistungen

Syrische und irakische Flüchtlinge bei Skala Sykamias auf Lesbos

Die Elliniki Omada Diasosis arbeitet in der Berg- und Seenotrettung mit etwa 2.500 Freiwilligen an 31 Standorten griechenlandweit. Der Hauptsitz ist in Thessaloniki. Während des Höhepunkts der griechischen Flüchtlingskrise in den Jahren 2014 und 2015 wurden durch Helfer von den Inseln Lesbos, Samos und Kos bei 1035 Rettungsaktionen 2.500 Menschen gerettet und 7.000 in Sicherheit gebracht. Die Vereinigung arbeitete mit den Griechischen Luftstreitkräften, der Küstenwache, der Feuerwehr und dem Katastrophenschutzdienst zusammen.

## Kooperationen
Die Elliniki Omada Diasosis arbeitet mit den Vereinten Nationen zur Koordinierung der humanitären Hilfe (OCHA), mit der Agency for International Cooperation des griechischen Außenministeriums und mit dem Europäischen Amt für humanitäre Hilfe (ECHO) zusammen. 
Es besteht eine enge Kooperation mit verwandten Organisationen anderer Länder. Über den Erfahrungsaustausch hinaus finden gemeinsame Trainings statt. Die ANENA aus Frankreich trainiert hier Rettungsmaßnahmen bei Lawinenunglücken und die Rettung per Hubschrauber; die Kollegen aus Serbien schulen das Verhalten bei Skipatrouillen.
Die Organisation ist Mitglied des internationalen Bergrettungsdienstes IKAR und der International Maritime Rescue Federation (IMRF).

## Freiwilligengewinnung
Das HRT gewinnt Freiwillige, indem jährlich Trainings abgehalten werden. Diese finden über mehrere Wochen verteilt statt. In ihnen wird den Freiwilligen beigebracht, wie sie Bergrettungen, Seenotrettungen, Erste Hilfe und Hilfe bei Naturkatastrophen leisten können. Während der Flüchtlingskrise erhielt das HRT großen Zulauf.

## Auszeichnungen
- 2016: Nansen-Flüchtlingspreis für die Rettung von 2.500 Menschen während der Flüchtlingskrise 2015.[2]
- 2017: Mutter-Teresa-Preis der indischen Harmony Foundation für die geleisteten Rettungseinsätze während der Flüchtlingskrise.[5]